# Деннис, Кэти
Кэтрин Розанна «Кэти» Деннис (англ. Catherine Roseanne "Cathy" Dennis; род. 25 марта 1969) — британская певица, автор-исполнитель, музыкальный продюсер и актриса. После умеренно успешной сольной карьеры, Деннис позже получила известность как автор песен, восемь из которых смогли попасть в чарты Великобритании и выиграть пять премий Ivor Novello Awards.
В 2004 году журнал Q поставил Деннис на 66 место в своём списке «100 самых влиятельных людей в музыке». В 2006 году выиграла премию «Женщина года в британской музыкальной индустрии» (англ. UK music industry's Woman of the Year Award).

## Дискография

### Студийные альбомы
| Move to This                                                                          | - Выпущен: Июль 1990 - Лейбл: Polydor Records   | 3  | 32 | 44 | 67 | - Великобритания: Gold - Канада: Золотой |
| Into the Skyline                                                                      | - Выпущен: Январь 1993 - Лейбл: Polydor Records | 8  | —  | —  | —  |                                          |
| Am I the Kinda Girl?                                                                  | - Выпущен: Март 1997 - Лейбл: Polydor Records   | 78 | —  | —  | —  |                                          |
| «—» означает, что альбом не попал в чарты или был выпущен на определённой территории. |                                                 |    |    |    |    |                                          |

### Сборники/Альбомы ремиксов
| Everybody Move (To the Mixes)                                                         | - Выпущен: Апрель 1991 - Лейбл: Polydor Records  | — | — | — | — |  |
| The Irresistible Cathy Dennis                                                         | - Выпущен: Сентябрь 2000 - Лейбл: Spectrum Music | — | — | — | — |  |
| «—» означает, что альбом не попал в чарты или был выпущен на определённой территории. |                                                  |   |   |   |   |  |

## Синглы
| Год                                                                                  | Название                                  | Международная позиция в чартах | Международная позиция в чартах | Международная позиция в чартах | Международная позиция в чартах | Международная позиция в чартах | Международная позиция в чартах | Международная позиция в чартах | Международная позиция в чартах | Чарт США | Чарт США | Чарт США | Альбом                                                    |
| Год                                                                                  | Название                                  | UK                             | AUS                            | CAN                            | GER                            | IRE                            | NED                            | NZ                             | SWI                            | Hot100   | Adult    | Dance    | Альбом                                                    |
| ------------------------------------------------------------------------------------ | ----------------------------------------- | ------------------------------ | ------------------------------ | ------------------------------ | ------------------------------ | ------------------------------ | ------------------------------ | ------------------------------ | ------------------------------ | -------- | -------- | -------- | --------------------------------------------------------- |
| 1989                                                                                 | «C’mon and Get My Love»                   | 15                             | 35                             | 45                             | —                              | 16                             | —                              | 22                             | —                              | 10       | —        | 3        | Move to This                                              |
| 1989                                                                                 | «Just Another Dream»                      | 93                             | —                              | —                              | —                              | —                              | —                              | —                              | —                              | —        | —        | —        | Move to This                                              |
| 1990                                                                                 | «That’s the Way of the World»             | 48                             | 98                             | —                              | —                              | 28                             | —                              | 35                             | —                              | 59       | —        | 5        | A Little Bit of This, a Little Bit of That (альбом D Mob) |
| 1990                                                                                 | «Just Another Dream» (первое переиздание) | 95                             | 14                             | 20                             | —                              | —                              | —                              | —                              | —                              | 9        | —        | 2        | Move to This                                              |
| 1991                                                                                 | «Touch Me (All Night Long)»               | 5                              | 16                             | 9                              | 39                             | 3                              | 26                             | 34                             | 16                             | 2        | —        | 1        | Move to This                                              |
| 1991                                                                                 | «Just Another Dream» (второе переиздание) | 13                             | —                              | —                              | 47                             | 17                             | —                              | 38                             | —                              | —        | —        | —        | Move to This                                              |
| 1991                                                                                 | «Too Many Walls»                          | 17                             | 57                             | 10                             | 58                             | 17                             | —                              | —                              | —                              | 8        | 1        | —        | Move to This                                              |
| 1991                                                                                 | «Everybody Move»                          | 25                             | 85                             | —                              | —                              | —                              | 38                             | —                              | —                              | 90       | —        | 22       | Move to This                                              |
| 1992                                                                                 | «You Lied to Me»                          | 34                             | 112                            | 46                             | —                              | —                              | —                              | —                              | —                              | 32       | —        | 6        | Into the Skyline                                          |
| 1992                                                                                 | «Irresistible»                            | 24                             | 103                            | 23                             | —                              | —                              | —                              | —                              | —                              | 61       | 6        | —        | Into the Skyline                                          |
| 1993                                                                                 | «Falling»                                 | 32                             | —                              | —                              | —                              | —                              | —                              | —                              | —                              | —        | —        | —        | Into the Skyline                                          |
| 1993                                                                                 | «Moments of Love»                         | —                              | —                              | 52                             | —                              | —                              | —                              | —                              | —                              | —        | 8        | —        | Into the Skyline                                          |
| 1994                                                                                 | «Why» (совместно с D:Mob)                 | 23                             | 193                            | —                              | —                              | —                              | —                              | —                              | —                              | —        | —        | —        | Into the Skyline                                          |
| 1994                                                                                 | «It’s My Style» (только в Японии)         | —                              | —                              | —                              | —                              | —                              | —                              | —                              | —                              | —        | —        | —        | Into the Skyline                                          |
| 1995                                                                                 | «Love’s a Cradle» (только в Японии)       | —                              | —                              | —                              | —                              | —                              | —                              | —                              | —                              | —        | —        | —        | One voice - Песни Chage & Aska                            |
| 1996                                                                                 | «West End Pad»                            | 25                             | —                              | —                              | —                              | —                              | —                              | —                              | —                              | —        | —        | —        | Am I the Kinda Girl?                                      |
| 1997                                                                                 | «Waterloo Sunset»                         | 11                             | —                              | —                              | —                              | —                              | —                              | —                              | —                              | —        | —        | —        | Am I the Kinda Girl?                                      |
| 1997                                                                                 | «When Dreams Turn to Dust»                | 43                             | —                              | —                              | —                              | —                              | —                              | —                              | —                              | —        | —        | —        | Am I the Kinda Girl?                                      |
| «—» означает, что сингл не попал в чарты или был выпущен на определённой территории. |                                           |                                |                                |                                |                                |                                |                                |                                |                                |          |          |          |                                                           |

## Прочие появления
Эти песни не вошли в студийные альбомы Деннис.
| Год  | Название                       | Альбом/ Сингл |
| 1991 | «Find The Key To Your Life»    | Teenage Mutant Ninja Turtles II The Secret of the Ooze: The Original Motion Picture Soundtrack\|Teenage Mutant Ninja Turtles II The Secret of the Ooze: The Original Motion Picture |
| 1993 | «Looking Through Patient Eyes» | PM Dawn |
| 1994 | «SOS»                          | Beverly Hills 90210, The College Years |
| 1995 | «Temptation For Love»          | Ridiculous (Squeeze) |
| 1993 | «Marian (Duet Version)»        | Robin Hood, Men in Tights OST |
| 2013 | You Control Me                 | Human Feel, Крис Брейд и Кэти Деннис |